# David Hanomihl-Lukić
David Hanomihl-Lukić (...) è un giocatore di football americano serbo, che gioca nel ruolo di quarterback per i Banat Bulls.